# Von McDade
Von Adrian McDade (Milwaukee, 7 giugno 1967) è un ex cestista statunitense.

## Carriera
Dopo una carriera di college prima allo Iowa Lakes Community College, poi a Oklahoma State University-Stillwater e infine alla University of Wisconsin-Milwaukee, è stato selezionato al secondo giro del Draft NBA 1991 dai New Jersey Nets come 53ª scelta assoluta. Non giocò mai in NBA, poiché venne tagliato dai Nets alla fine del training camp. Nella stagione 1991-1992 giocò brevemente in Continental Basketball Association, inizialmente con i Quad City Thunder e successivamente con i La Crosse Catbirds, decidendo poi di ritirarsi.